# El Camaleón Mayakoba Golf Club
De El Camaleón Mayakoba Golf Club is een golfclub in Mexico. Het clubhuis werd opgericht in 2006, dat een 18-holes golfbaan heeft met een par van 71 en de club bevindt zich in Playa del Carmen.
De golfbaan werd ontworpen door de Australische golfbaanarchitect Greg Norman.
Sinds 2007 is deze golfbaan jaarlijks de thuisbasis van het Mayakoba Golf Classic, een golftoernooi van de Amerikaanse PGA Tour. Voor het golftoernooi bij de heren is de lengte van de baan 6389 m met een par van 71.

## Golftoernooien
- Mayakoba Golf Classic: 2007-heden

## Trivia
- Het baanrecord staat op de naam Roland Thatcher; hij had hiervoor 61 slagen nodig.